# Fred Hutchinson
Frederick Charles Hutchinson (22 août 1919 - 12 novembre 1964) était un joueur de baseball américain devenu manager.
Il passa la majeure partie de sa carrière de lanceur professionnel avec les Tigers de Détroit (1946-53) avec qui il termina sa carrière de joueur avec une fiche de 95 victoires et 71 défaites. Il devient manager de ces mêmes Tigers en 1952, avant de partir diriger les Rainiers de Seattle, un club mineur de niveau AA. De retour comme manager dans les majeures avec les Cardinals de St. Louis pendant deux ans, il signa un contrat avec les Reds de Cincinnati en 1959 avec qui il remporta le championnat de la Ligue Nationale. Il se retira pour cause de maladie (cancer) en octobre 1964.
Son nom est donné au centre de recherche sur le cancer Fred Hutchinson cancer research center.